# .wf
.wf je vrhovna internetska domena (country code top-level domain - ccTLD) za Wallis i Futunu. Domenom upravlja AFNIC.

## Vanjske poveznice
- IANA .wf whois informacija  Arhivirana inačica izvorne stranice od 7. rujna 2008. (Wayback Machine)